# Sébastien Mazure
Sébastien Mazure (Parigi, 20 marzo 1979) è un allenatore di calcio ed ex calciatore francese, di ruolo attaccante, tecnico del Bayeux.